# Rivalité Michigan-Ohio State
La  Rivalité Michigan-Ohio State (aussi surnommé The Game par certains fans et commentateurs sportifs,,) est une célèbre rivalité dans le football américain universitaire opposant les équipes des Wolverines de l'université du Michigan et des Buckeyes de l'université d'État de l'Ohio.
Fin de saison 2023, Michigan et Ohio State comptent respectivement le plus grand et le troisième plus grand nombre de victoires de tous les programmes de l'histoire du football américain universitaire dans la NCAA Division I,.
La rivalité a suscité un profond intérêt national car de nombreux matchs ont déterminé le titre de la Big Ten Conference et les confrontations du Rose Bowl qui en ont résulté, ainsi que l'issue du championnat de football universitaire de NCAA Division I FBS. En 2000, le match a été classé par ESPN comme la plus grande rivalité sportive nord-américaine de tous les temps[7]. Elle est répertoriée par Rivals.com dans les dix plus grandes rivalités du sport américain du 20e siècle dans l'ouvrage The Ten Greatest American Sports Rivalries of the 20th édité en 2010 chez Wiley-Blackwell
 . L'Encyclopædia Britannica inclut la rivalité comme l'une des dix plus grandes rivalités sportives de l'histoire.
Les deux équipes se sont rencontrées pour la première fois en 1897, et la rivalité a été jouée chaque année et sans interruption de 1918 à 2020, date à laquelle elle n'a pas eu lieu en raison de l'épidémie de Covid-19 ayant touché l'équipe des Wolverines. Le match se joue à la fin de la saison régulière depuis 1935 (à l'exception des éditions 1942, 1986, 1998 et 2020). Depuis 1918, le site du match alterne entre Ann Arbor dans le Michigan (les années impaires) et Columbus dans l'Ohio (les années paires), et se joue respectivement au Michigan Stadium depuis 1927 et dans l'Ohio Stadium depuis 1922. Jusqu'en 2010, ce match de rivalité a décidé à 22 reprises du titre de champion de la Big Ten Conference se jouant entre ces deux équipes, et il a également influencé en plus 27 fois dans la détermination du titre de cette conférence.

## Palmarès
Le classement des équipes dans les tableaux ci-dessous est celui de l'Associated Press avant la saison 2014 et celui du comité du College Football Playoff depuis 2014.
| 62 victoires de Michigan       | 51 victoires d'Ohio State        | 6 nuls                           | 1 résultat annulé par la NCAA    |
| Plus large victoire            | Michigan 86, Ohio State 0 (1902) | Michigan 86, Ohio State 0 (1902) | Michigan 86, Ohio State 0 (1902) |
| Plus longue série sans défaite | Michigan, 9 (1901–1909)          | Michigan, 9 (1901–1909)          | Michigan, 9 (1901–1909)          |
| Série en cours sans défaite    | Michigan, 4 (2021–présent)       | Michigan, 4 (2021–présent)       | Michigan, 4 (2021–présent)       |

| N° | Date             | Lieu      | Vainqueur         | Score   | Perdant           |
| -- | ---------------- | --------- | ----------------- | ------- | ----------------- |
| 01 | 16 octobre 1897  | Ann Arbor | Michigan          | 34 - 0  | Ohio State        |
| 02 | 24 novembre 1900 | Ann Arbor | Nul               | 00 - 0  | Nul               |
| 03 | 9 novembre 1901  | Columbus  | Michigan          | 21 - 0  | Ohio State        |
| 04 | 25 octobre 1902  | Ann Arbor | Michigan          | 86 - 0  | Ohio State        |
| 05 | 7 novembre 1903  | Ann Arbor | Michigan          | 36 - 0  | Ohio State        |
| 06 | 15 octobre 1904  | Columbus  | Michigan          | 31 - 0  | Ohio State        |
| 07 | 11 novembre 1905 | Ann Arbor | Michigan          | 40 - 0  | Ohio State        |
| 08 | 20 octobre 1906  | Columbus  | Michigan          | 06 - 0  | Ohio State        |
| 09 | 26 octobre 1907  | Ann Arbor | Michigan          | 22 - 0  | Ohio State        |
| 10 | 24 octobre 1908  | Columbus  | Michigan          | 10 - 06 | Ohio State        |
| 11 | 16 octobre 1909  | Ann Arbor | Michigan          | 33 - 06 | Ohio State        |
| 12 | 22 octobre 1910  | Columbus  | Nul               | 03 - 03 | Nul               |
| 13 | 21 octobre 1911  | Ann Arbor | Michigan          | 19 - 0  | Ohio State        |
| 14 | 19 octobre 1912  | Columbus  | Michigan          | 14 - 0  | Ohio State        |
| 15 | 30 novembre 1918 | Columbus  | Michigan          | 14 - 0  | Ohio State        |
| 16 | 25 octobre 1919  | Ann Arbor | Ohio State        | 13 - 03 | Michigan          |
| 17 | 6 novembre 1920  | Columbus  | Ohio State        | 14 - 07 | Michigan          |
| 18 | 22 octobre 1921  | Ann Arbor | Ohio State        | 14 - 0  | Michigan          |
| 19 | 21 octobre 1922  | Columbus  | Michigan          | 19 - 0  | Ohio State        |
| 20 | 20 octobre 1923  | Ann Arbor | Michigan          | 23 - 0  | Ohio State        |
| 21 | 15 novembre 1924 | Columbus  | Michigan          | 16 - 06 | Ohio State        |
| 22 | 14 novembre 1925 | Ann Arbor | Michigan          | 10 - 0  | Ohio State        |
| 23 | 13 novembre 1926 | Columbus  | Michigan          | 17 - 16 | Ohio State        |
| 24 | 22 octobre 1927  | Ann Arbor | Michigan          | 21 - 0  | Ohio State        |
| 25 | 20 octobre 1928  | Columbus  | Ohio State        | 19 - 07 | Michigan          |
| 26 | 19 octobre 1929  | Ann Arbor | Ohio State        | 07 - 0  | Michigan          |
| 27 | 18 octobre 1930  | Columbus  | Michigan          | 13 - 0  | Ohio State        |
| 28 | 17 octobre 1931  | Ann Arbor | Ohio State        | 07 - 0  | Michigan          |
| 29 | 15 octobre 1932  | Columbus  | Michigan          | 14 - 0  | Ohio State        |
| 30 | 21 octobre 1933  | Ann Arbor | Michigan          | 13 - 0  | Ohio State        |
| 31 | 17 novembre 1934 | Columbus  | Ohio State        | 34 - 0  | Michigan          |
| 32 | 23 novembre 1935 | Ann Arbor | Ohio State        | 38 - 0  | Michigan          |
| 33 | 21 novembre 1936 | Columbus  | No. 18 Ohio State | 21 - 0  | Michigan          |
| 34 | 20 novembre 1937 | Ann Arbor | No. 19 Ohio State | 21 - 0  | Michigan          |
| 35 | 19 novembre 1938 | Columbus  | No. 17 Michigan   | 18 - 0  | Ohio State        |
| 36 | 25 novembre 1939 | Ann Arbor | No. 25 Michigan   | 21 - 14 | No. 6 Ohio State  |
| 37 | 23 novembre 1940 | Columbus  | No. 7 Michigan    | 40 - 0  | Ohio State        |
| 38 | 22 novembre 1941 | Ann Arbor | Nul               | 20 - 20 | Nul               |
| 39 | 21 novembre 1942 | Columbus  | No. 5 Ohio State  | 21 - 07 | No. 4 Michigan    |
| 40 | 20 novembre 1943 | Ann Arbor | No. 4 Michigan    | 45 - 07 | Ohio State        |
| 41 | 25 novembre 1944 | Columbus  | No. 3 Ohio State  | 18 - 14 | No. 6 Michigan    |
| 42 | 24 novembre 1945 | Ann Arbor | No. 8 Michigan    | 07 - 03 | No. 7 Ohio State  |
| 43 | 23 novembre 1946 | Columbus  | No. 8 Michigan    | 58 - 06 | Ohio State        |
| 44 | 22 novembre 1947 | Ann Arbor | No. 1 Michigan    | 21 - 0  | Ohio State        |
| 45 | 20 novembre 1948 | Columbus  | No. 1 Michigan    | 13 - 0  | No. 18 Ohio State |
| 46 | 19 novembre 1949 | Ann Arbor | Nul               | 07 - 07 | Nul               |
| 47 | 25 novembre 1950 | Columbus  | Michigan          | 09 - 03 | No. 8 Ohio State  |
| 48 | 24 novembre 1951 | Ann Arbor | Michigan          | 07 - 0  | Ohio State        |
| 49 | 22 novembre 1952 | Columbus  | Ohio State        | 27 - 07 | No. 12 Michigan   |
| 50 | 21 novembre 1953 | Ann Arbor | Michigan          | 20 - 0  | Ohio State        |
| 51 | 20novembre 1954  | Columbus  | No. 1 Ohio State  | 21 - 07 | No. 12 Michigan   |
| 52 | 19 novembre 1955 | Ann Arbor | No. 9 Ohio State  | 17 - 0  | No. 6 Michigan    |
| 53 | 24 novembre 1956 | Columbus  | No. 9 Michigan    | 19 - 0  | No. 12 Ohio State |
| 54 | 23 novembre 1957 | Ann Arbor | No. 3 Ohio State  | 31 - 14 | No. 19 Michigan   |
| 55 | 22 novembre 1958 | Columbus  | No. 11 Ohio State | 20 - 14 | Michigan          |
| 56 | 21 novembre 1959 | Ann Arbor | Michigan          | 23 - 14 | Ohio State        |
| 57 | 19 novembre 1960 | Columbus  | No. 10 Ohio State | 07 - 0  | Michigan          |
| 58 | 25 novembre 1961 | Ann Arbor | No. 2 Ohio State  | 50 - 20 | Michigan          |
| 59 | 24 novembre 1962 | Columbus  | Ohio State        | 28 - 0  | Michigan          |
| 60 | 20 novembre 1963 | Ann Arbor | Ohio State        | 14 - 10 | Michigan          |
| 61 | 21 novembre 1964 | Columbus  | No. 6 Michigan    | 10 - 0  | No. 7 Ohio State  |
| 62 | 20 novembre 1965 | Ann Arbor | Ohio State        | 09 - 07 | Michigan          |
| 63 | 19 novembre 1966 | Columbus  | Michigan          | 17 - 03 | Ohio State        |
| 64 | 25 novembre 1967 | Ann Arbor | Ohio State        | 24 - 14 | Michigan          |
| 65 | 23 novembre 1968 | Columbus  | No. 2 Ohio State  | 50 - 14 | No. 4 Michigan    |
| 66 | 22 novembre 1969 | Ann Arbor | No. 12 Michigan   | 24 - 12 | No. 1 Ohio State  |
| 67 | 21 novembre 1970 | Columbus  | No. 5 Ohio State  | 20 - 09 | No. 4 Michigan    |

| N°  | Date             | Lieu      | Vainqueur                           | Score                               | Perdant                             |                                     |
| --- | ---------------- | --------- | ----------------------------------- | ----------------------------------- | ----------------------------------- | ----------------------------------- |
| 68  | 20 novembre 1971 | Ann Arbor | No. 3 Michigan                      | 10 - 07                             | Ohio State                          |                                     |
| 69  | 25 novembre 1972 | Columbus  | No. 9 Ohio State                    | 14 - 11                             | No. 3 Michigan                      |                                     |
| 70  | 24 novembre 1973 | Ann Arbor | Nul                                 | 10 - 10                             | Nul                                 |                                     |
| 71  | 23 novembre 1974 | Columbus  | No. 4 Ohio State                    | 12 - 10                             | No. 3 Michigan                      |                                     |
| 72  | 22 novembre 1975 | Ann Arbor | No. 1 Ohio State                    | 21 - 14                             | No. 4 Michigan                      |                                     |
| 73  | 20 novembre 1976 | Columbus  | No. 4 Michigan                      | 22 - 0                              | No. 8 Ohio State                    |                                     |
| 74  | 19 novembre 1977 | Ann Arbor | No. 5 Michigan                      | 14 - 06                             | No. 4 Ohio State                    |                                     |
| 75  | 25 novembre 1978 | Columbus  | No. 6 Michigan                      | 14 - 03                             | No. 16 Ohio State                   |                                     |
| 76  | 17 novembre 1979 | Ann Arbor | No. 2 Ohio State                    | 18 - 15                             | No. 13 Michigan                     |                                     |
| 77  | 22 novembre 1980 | Columbus  | No. 10 Michigan                     | 09 - 03                             | No. 5 Ohio State                    |                                     |
| 78  | 21 novembre 1981 | Ann Arbor | Ohio State                          | 14 - 09                             | No. 7 Michigan                      |                                     |
| 79  | 20 novembre 1982 | Columbus  | Ohio State                          | 24 - 14                             | No. 13 Michigan                     |                                     |
| 80  | 19 novembre 1983 | Ann Arbor | No. 8 Michigan                      | 24 - 21                             | No. 10 Ohio State                   |                                     |
| 81  | 17 novembre 1984 | Columbus  | No. 11 Ohio State                   | 21 - 06                             | Michigan                            |                                     |
| 82  | 23 novembre 1985 | Ann Arbor | No. 6 Michigan                      | 27 - 17                             | No. 12 Ohio State                   |                                     |
| 83  | 22 novembre 1986 | Columbus  | No. 6 Michigan                      | 26 - 24                             | No. 7 Ohio State                    |                                     |
| 84  | 21 novembre 1987 | Ann Arbor | Ohio State                          | 23 - 20                             | Michigan                            |                                     |
| 85  | 19 novembre 1988 | Columbus  | No. 12 Michigan                     | 34 - 31                             | Ohio State                          |                                     |
| 86  | 25 novembre 1989 | Ann Arbor | No. 3 Michigan                      | 28 - 18                             | No. 20 Ohio State                   |                                     |
| 87  | 24 novembre 1990 | Columbus  | No. 15 Michigan                     | 16 - 13                             | No. 19 Ohio State                   |                                     |
| 88  | 23 novembre 1991 | Ann Arbor | No. 4 Michigan                      | 31 - 03                             | No. 18 Ohio State                   |                                     |
| 89  | 21 novembre 1992 | Columbus  | Nul                                 | 13 - 13                             | Nul                                 |                                     |
| 90  | 20 novembre 1993 | Ann Arbor | Michigan                            | 28 - 0                              | No. 5 Ohio State                    |                                     |
| 91  | 19 novembre 1994 | Columbus  | No. 22 Ohio State                   | 22 - 06                             | No. 15 Michigan                     |                                     |
| 92  | 25 novembre 1995 | Ann Arbor | No. 18 Michigan                     | 31 - 23                             | No. 2 Ohio State                    |                                     |
| 93  | 23 novembre 1996 | Columbus  | No. 21 Michigan                     | 13 - 09                             | No. 2 Ohio State                    |                                     |
| 94  | 22 novembre 1997 | Ann Arbor | No. 1 Michigan                      | 20 - 14                             | No. 4 Ohio State                    |                                     |
| 95  | 21 novembre 1998 | Columbus  | No. 7 Ohio State                    | 31 - 16                             | No. 11 Michigan                     |                                     |
| 96  | 20 novembre 1999 | Ann Arbor | No. 10 Michigan                     | 24 - 17                             | Ohio State                          |                                     |
| 97  | 18 novembre 2000 | Columbus  | No. 19 Michigan                     | 38 - 26                             | No. 12 Ohio State                   |                                     |
| 98  | 24 novembre 2001 | Ann Arbor | Ohio State                          | 26 - 26                             | No. 11 Michigan                     |                                     |
| 99  | 23 novembre 2002 | Columbus  | No. 2 Ohio State                    | 14 - 09                             | No. 12 Michigan                     |                                     |
| 100 | 22 novembre 2003 | Ann Arbor | No. 5 Michigan                      | 35 - 21                             | No. 4 Ohio State                    |                                     |
| 101 | 20 novembre 2004 | Columbus  | Ohio State                          | 37 - 21                             | No. 7 Michigan                      |                                     |
| 102 | 19 novembre 2005 | Ann Arbor | No. 9 Ohio State                    | 25 - 21                             | No. 17 Michigan                     |                                     |
| 103 | 18 novembre 2006 | Columbus  | No. 1 Ohio State                    | 42 - 39                             | No. 2 Michigan                      |                                     |
| 104 | 17 novembre 2007 | Ann Arbor | No. 7 Ohio State                    | 14 - 03                             | No. 23 Michigan                     |                                     |
| 105 | 22 novembre 2008 | Columbus  | No. 10 Ohio State                   | 42 - 07                             | Michigan                            |                                     |
| 106 | 21 novembre 2009 | Ann Arbor | No. 9 Ohio State                    | 21 - 10                             | Michigan                            |                                     |
| 107 | 27 novembre 2010 | Columbus  | No. 12 Ohio State                   | 37 - 07                             | Michigan                            |                                     |
| 108 | 26 novembre 2011 | Ann Arbor | No. 15 Michigan                     | 40 - 34                             | Ohio State                          |                                     |
| 109 | 24 novembre 2012 | Columbus  | No. 4 Ohio State                    | 26 - 21                             | No. 20 Michigan                     |                                     |
| 110 | 30 novembre 2013 | Ann Arbor | No. 3 Ohio State                    | 42 - 41                             | Michigan                            |                                     |
| 111 | 29 novembre 2014 | Columbus  | No. 6 Ohio State                    | 42 - 28                             | Michigan                            |                                     |
| 112 | 28 novembre 2015 | Ann Arbor | No. 8 Ohio State                    | 42 -13                              | No. 10 Michigan                     |                                     |
| 113 | 26 novembre 2016 | Columbus  | No. 2 Ohio State                    | 30PR27                              | No. 3 Michigan                      |                                     |
| 114 | 25 novembre 2017 | Ann Arbor | No. 9 Ohio State                    | 31 - 20                             | Michigan                            |                                     |
| 115 | 24 novembre 2018 | Columbus  | No. 10 Ohio State                   | 63 - 39                             | No. 4 Michigan                      |                                     |
| 116 | 30 novembre 2019 | Ann Arbor | No. 1 Ohio State                    | 56 - 27                             | No. 13 Michigan                     |                                     |
| -   | 12 décembre 2000 | Columbus  | Match annulé (pandémie de Covid-19) | Match annulé (pandémie de Covid-19) | Match annulé (pandémie de Covid-19) | Match annulé (pandémie de Covid-19) |
| 117 | 27 novembre 2021 | Ann Arbor | No. 5 Michigan                      | 42 - 27                             | No. 2 Ohio State                    |                                     |
| 118 | 26 novembre 2022 | Columbus  | No. 3 Michigan                      | 42 - 23                             | No. 2 Ohio State                    |                                     |
| 119 | 25 novembre 2023 | Ann Arbor | No. 3 Michigan                      | 30 - 24                             | No. 2 Ohio State                    |                                     |
| 120 | 30 novembre 2024 | Columbus  | Michigan                            | 13 - 10                             | No. 2 Ohio State                    |                                     |

1. ↑  Tous les résultats des matchs d'Ohio State de la saison 2010 ont été annulés par la NCAA[14]

## Galerie

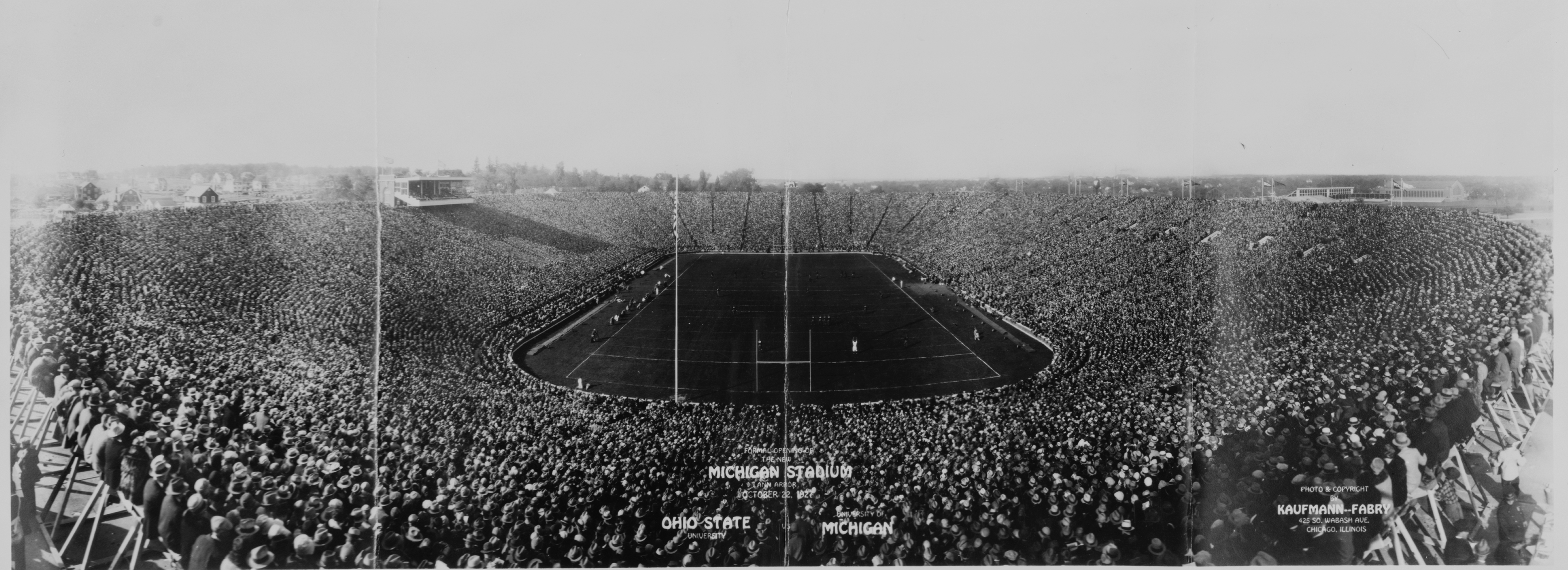
Le 21 octobre 1922, Ohio State est l'équipe adverse pour l'inauguration du Michigan Stadium d'Ann Arbor
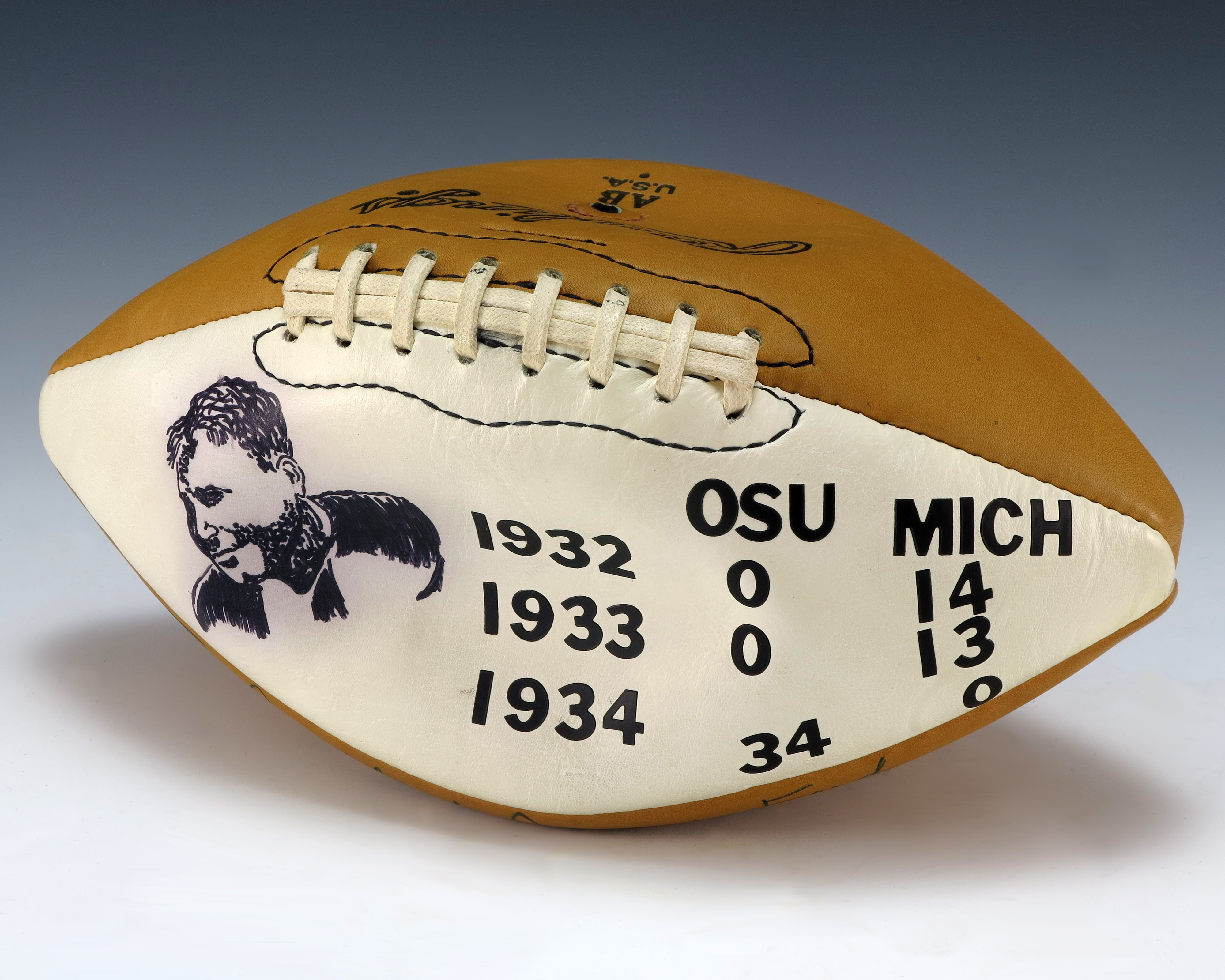
Le ballon signé par Woody Hayes (en) (ancien joueur d'Ohio State) donné en cadeau président Gerald Ford et reprenant les scores des matchs de rivalité joués de 1932 à 1934, trois années au cours desquelles Ford était joueur de Michigan.
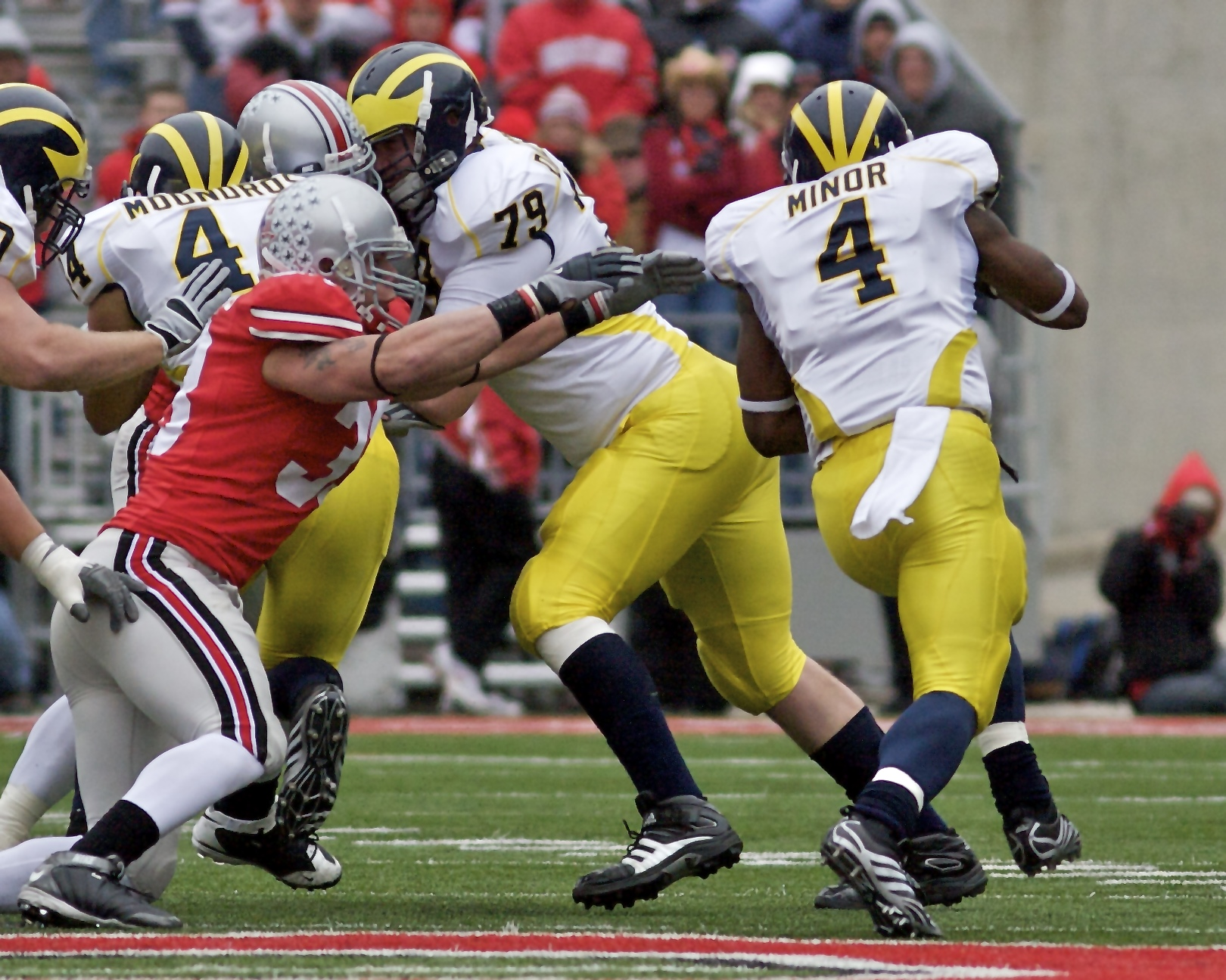
James Laurinaitis (en rouge) tente un plaquage sur Brandon Minor (en) en 2008
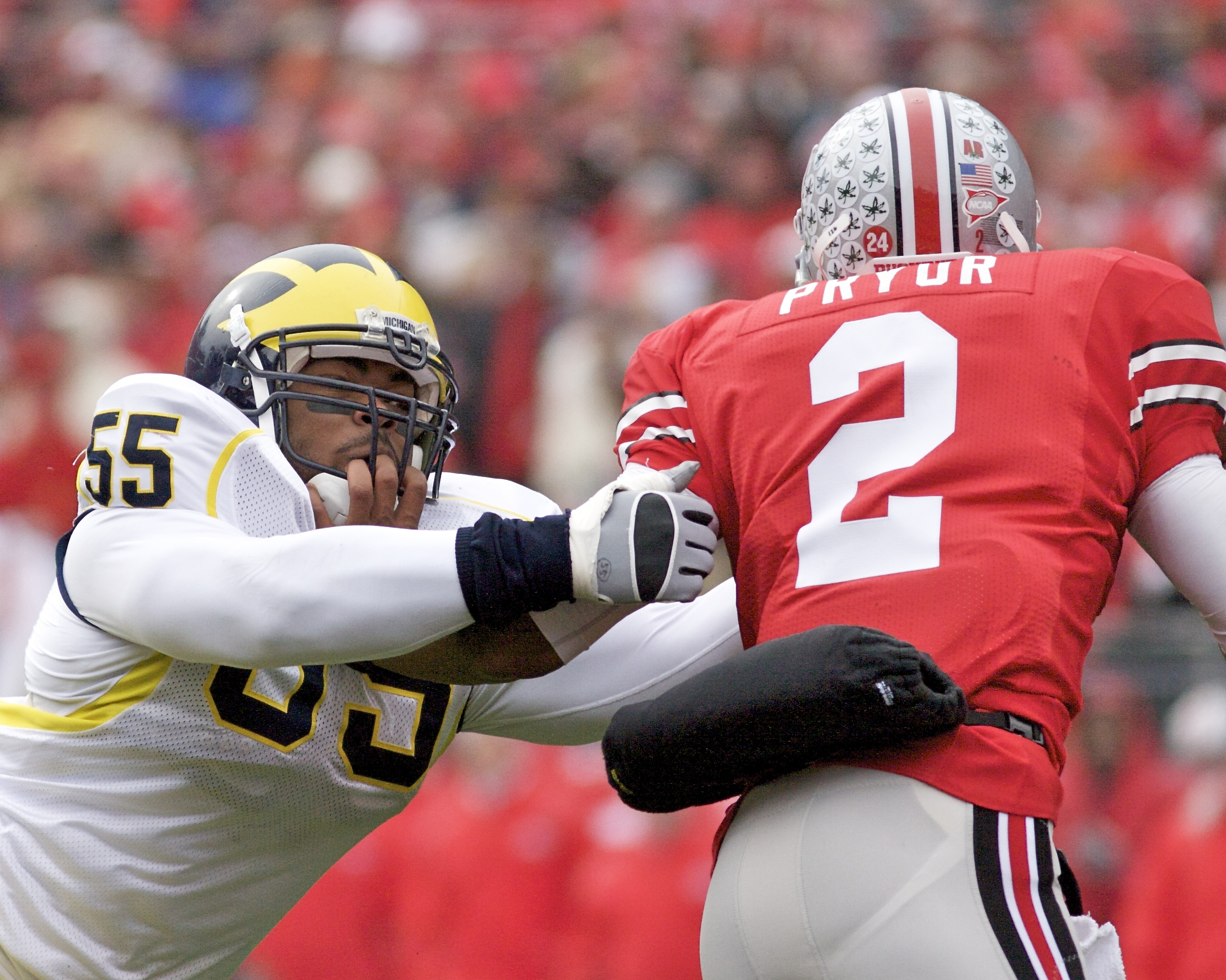
Terrelle Pryor (à droite) échappant au plaquage de Brandon Graham (n°55) en 2008
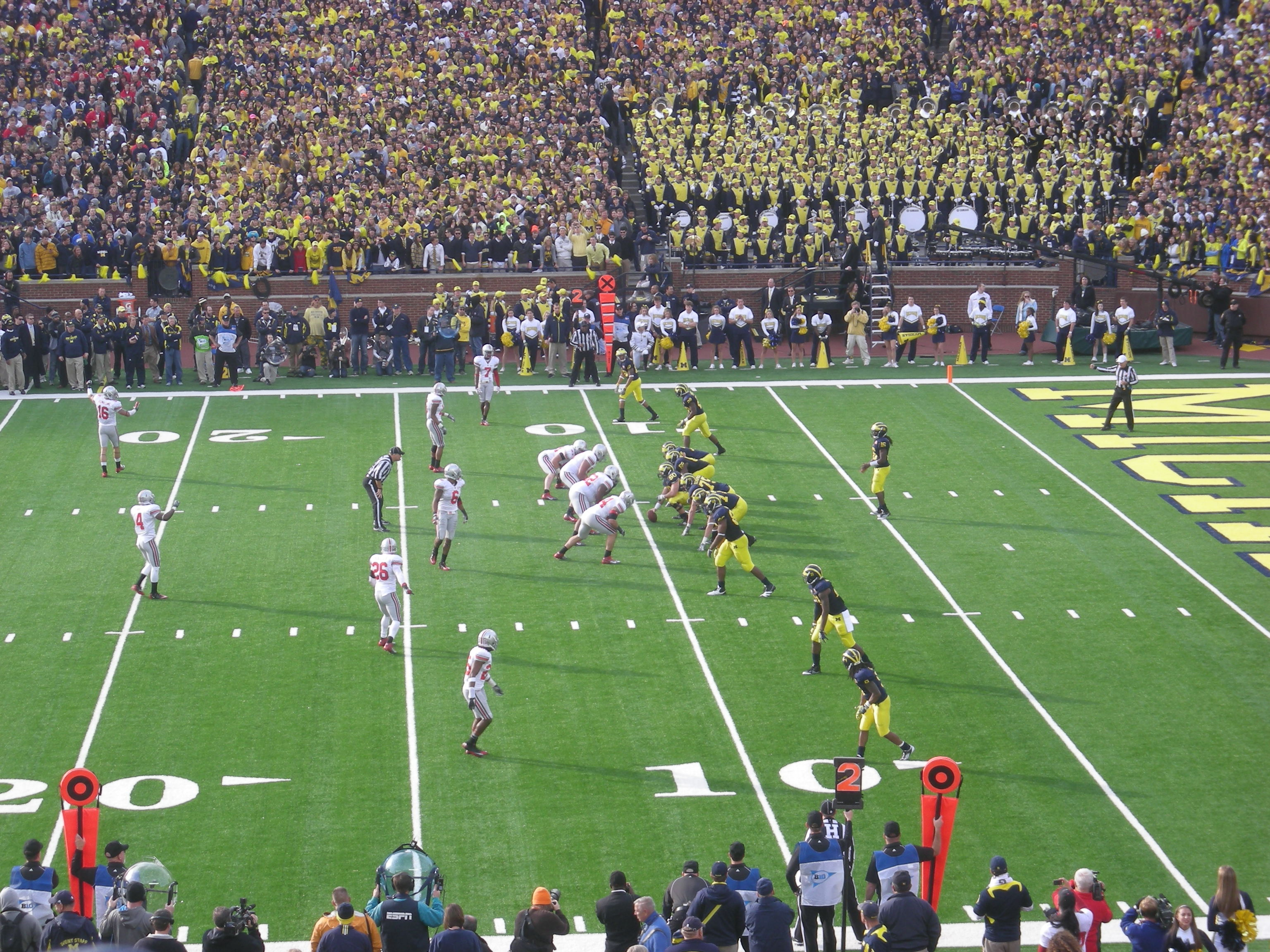
Édition 2011 de la rivalité au Michigan Stadium
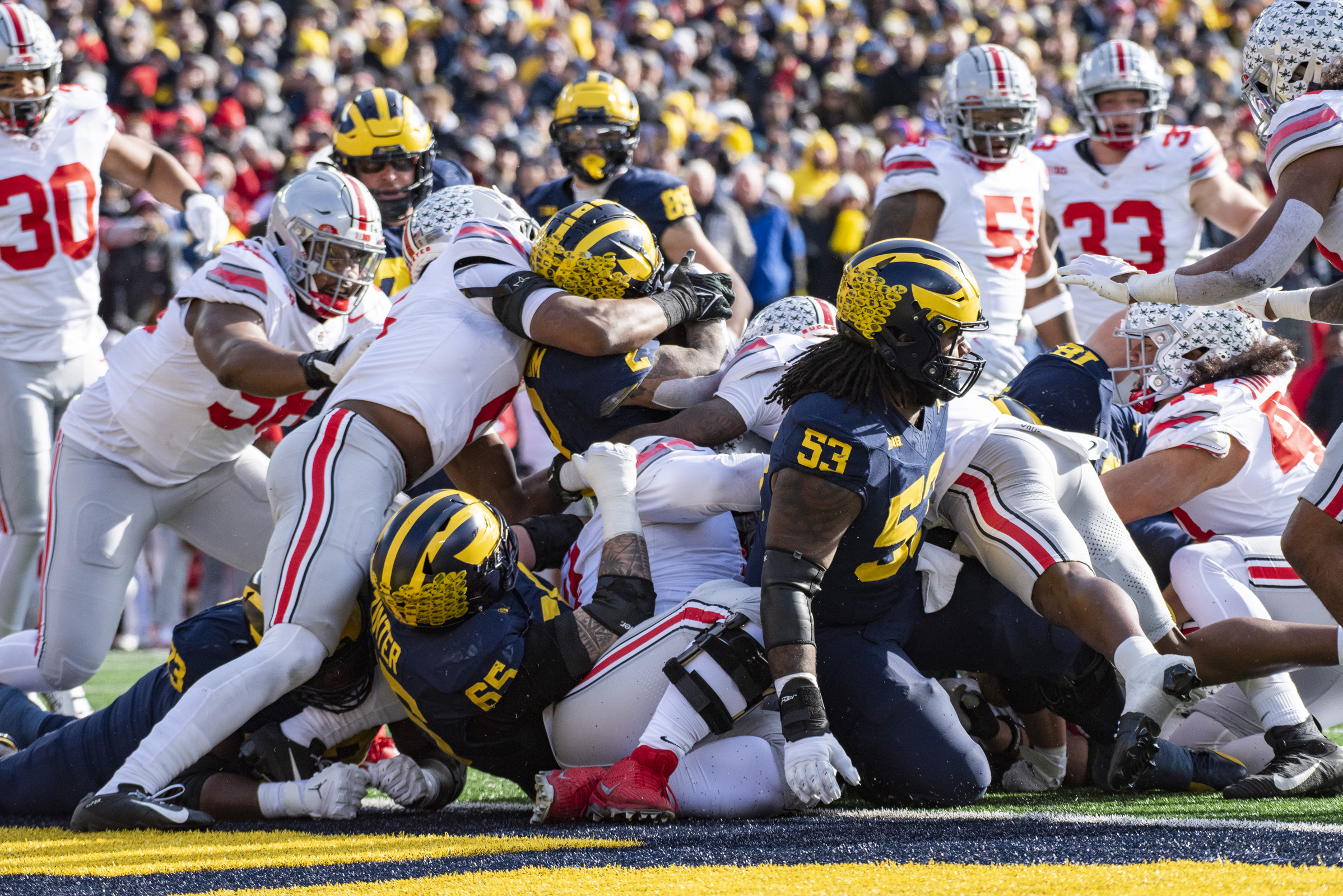
Une action sur la ligne d'en-but lors de l'édition 2023

## Articles annexes
- Liste des matchs de rivalité en football américain universitaire de la NCAA